# Даріо Шитс
Даріо Шитс (латис. Dario Šits; нар. 4 лютого 2004, Кулдига) — латвійський футболіст, нападник клубу «Гелмонд Спорт» і збірної Латвії.

## Клубна кар'єра
Уродженець латвійського міста Кулдига Даріо є вихованцем юнацьких команд «МЕТТА» та італійської «Парми». У сезоні 2021–22 нападник вперше викликаний до основного складу «Парми» головним тренером Джузеппе Якіні.
2 березня 2022 року Шитс дебютував в основі «Парми» в матчі Серії B, що завершилась внічию 1–1 проти клубу «Монца». 11 березня, невдовзі після виходу на заміну в матчі проти «Читтаделли» форвард заробив пенальті для своєї команди, завдяку якому гра завершилась внічию 1–1.
6 жовтня того ж року Шитс продовжив контракт з «Пармою» до 2026 року.
24 серпня 2023 року Даріо на правах оренди перейшов до клубу СПАЛ. 2 вересня форвард дебютував у складі нової команди але отримав травму та тривалий час лікувався.
18 липня 2024 року Шитс на правах оренди з правом викупу приєднався до нідерландського клубу з Еерстедивізі «Гелмонд Спорт». 9 серпня вийшов у стартовому складі в домашній грі проти другої команди Утрехту, гра завершилась внічию 1–1.

## Виступи за збірні
Шитс виступав за різні вікові збірні Латвії до 17, 19 та 21 року.
У жовтні 2024 року форвард вперше викликаний до національної збірної Латвії на матчі проти Фарерських островів та Північної Македонії.
10 жовтня Даріо дебютував у збірній Латвії з футболу в матчі Ліги націй УЄФА проти Північної Македонії, вийшовши на заміну на 17-й хвилині замість травмованого Владіславса Гутковскіса.
У другому матчі за збірну Латвії Даріо забив свій перший гол за команду. Вийшовши на заміну на 66-й хвилині, замінивши Яніса Ікаунєкса, на 69-й хвилині після фантастичного навісу Андрейса Циганікса Шитс забив першим дотиком.

### Статистика виступів за збірну
| Дата       | Місто            | Господарі          | Результат | Гості              | Турнір                               | Голи | Примітки |
| ---------- | ---------------- | ------------------ | --------- | ------------------ | ------------------------------------ | ---- | -------- |
| 10-10-2024 | Рига             | Латвія             | 0 – 3     | Північна Македонія | Ліга націй УЄФА 2024-2025 - 1-й етап | -    | 17'      |
| 13-10-2024 | Торсгавн         | Фарерські острови  | 1 – 1     | Латвія             | Ліга націй УЄФА 2024-2025 - 1-й етап | 1    | 66'      |
| 14-11-2024 | Скоп'є           | Північна Македонія | 1 – 0     | Латвія             | Ліга націй УЄФА 2024-2025 - 1-й етап | -    | 71'      |
| 21-03-2025 | Андорра-ла-Велья | Андорра            | 1 – 0     | Латвія             | Відбір до ЧС 2026                    | 1    | 46' 50'  |
| Усього     |                  | Матчів             | 4         |                    | Голів                                | 2    |          |